# Nackbach
Der Nackbach ist ein 1,7 Kilometer langer Bach in Rheinhessen, der in der gleichnamigen Gemeinde Nack im Rheinhessischen Tafel- und Hügelland entspringt und in der Nachbargemeinde Nieder-Wiesen in die Wiesbach mündet. Das Gewässer ist der dritten Ordnung zugeordnet, der dem rheinland-pfälzischen Landkreis Alzey-Worms angehört.

## Geographie

### Verlauf
Der Nackbach entspringt auf einer Höhe von 282 m ü. NHN in der Nähe des Nacker Wasserbehälters, südlich der Gemeinde am rechten Fahrbahnrand der Landesstraße 407 auf dem Flurstück An der Bechenheimer Straße.
Von der Bechenheimer Straße fließt der Bach an der L 407 bergab, in Richtung Nack. Am Ortsrand biegt die Nackbach westlich ab und verläuft parallel zu den Ortsstraßen Pappellallee und An der Bornwiese. Am Ende der Bornwiese fließt der Bach – weiterhin westlich – über das Flurstück In der Bornwiese in Richtung der Kreisstraße 7, die nach Nieder-Wiesen führt. Die Nackbach fließt fortan parallel zu Kreisstraße, unter anderem Am Pfingstweg entlang, wo es zur Zumündung des Waldwiesenbaches kommt. Der Pfingstweg verläuft am unteren Rand des Pfingstkopfes, an dessen westlichem Ende die Nackbach die Gemarkungsgrenze nach Nieder-Wiesen sowie hinter der Grenze die Kreisstraße 4 überquert. Der Bach fließt auf seinem Weg zum größten Teil durch den südlichen Teil der Gemeinde Nack. Auf einer Höhe von 200 m ü. NHN mündet er im Nordwesten der Nachbargemeinde Nieder-Wiesen – in der Nähe der Kläranlage Nack/Nieder-Wiesen – in einen Seitenarm des Wiesbachs.
Er verfügt über einen Höhenunterschied von ca. 82 m, was zu einem Sohlgefälle von ca. 36 ‰ führt.
Die Wiesbach selbst mündet bei Gensingen in die Nahe, dieser bei Bingen am Rhein in den Rhein und dieser letztendlich in den Niederlanden in die Nordsee.

### Zuflüsse
- Waldwiesenbach (links), 0,95 km[1]

### Naturräume
Der Quellbereich und der Oberlauf liegen in der naturräumliche Großregion der Oberrheinischen Tiefebene (Nr. 20–23) und gehört zur Haupteinheit des Rheinhessischen Tafel- und Hügellands (227) sowie des Alzeyer Hügellands (227.4) mit dem Naturraum Bolander Randhöhen (227.41).
Der Unterlauf und der Mündungsbereich befinden sich in der naturräumlichen Haupteinheitengruppe des Saar-Nahe-Berglands (Nr. 19) in der Haupteinheit Nordpfälzer Bergland (193) sowie der Untereinheit Glan-Alsenz-Höhen (193.12–16), im Naturraum der Wiesener Randhöhen (193.15).